# Wayne Lotter
Wayne Lotter (* 4. Dezember 1965 in Johannesburg; † 16. August 2017 in Daressalam, Tansania) war ein südafrikanischer Ökologe und Naturschutzaktivist.

## Leben
Lotter erwarb einen Master in Nature Conservation. 2004 wurde er an der Tshwane University of Technology promoviert.

### Arbeitsleben
Er arbeitete für Regierungsorganisationen und NGOs an zahlreichen Projekten; u. a. war er International Team Leader für das Selous-Niassa Wildlife Protection Corridor Project (KfW) im Süden Tansanias. 2009 gründete er mit anderen die PAMS Foundation Tanzania. Er galt als Pionier eines Multi-Level Ansatzes eines wirkungsvollen Naturschutzes: PAMS arbeitet mit hochrangigen Regierungsvertretern zusammen, betreibt eine umfassende Öffentlichkeitsarbeit, bietet Umweltbildung an und trainierte hunderte von gut ausgerüsteten Wildlife-Rangern in Tansania. Auch arbeitet die Organisation eng mit Farmern zusammen, um die Konflikte zwischen Nutzung und Schutz in den Gebieten klein zu halten.
Lotter war über Jahre aktiv im Kampf gegen die Organisierte Kriminalität der Wilderei und des Elfenbeinhandels in Ostafrika. Der Elfenbeinhandel in Tansania und die Elefanten-Wilderei nahmen in der Zeit vor Lotters Ermordung in vielen Gebieten merklich ab. Lotter förderte die enge Zusammenarbeit PAMS mit der Polizeibehörde „National and Transnational Serious Crimes Investigation Unit“ (NTSCIU). Ein Teil von Lotters Arbeit ist in dem Dokumentarfilm The Ivory Game von 2016 dokumentiert. Er wurde auch gebeten, persönlich in dem Film aufzutreten, lehnte das aber ab mit der Begründung, nicht von der Leistung der Ranger im Feld ablenken zu wollen.

### Ermordung
Wayne Lotter starb am 16. August 2017, nachdem sein Taxi in Daressalam auf dem Weg vom Flughafen zu seinem Hotel im Stadtteil Masaki von einem anderen Fahrzeug gestoppt wurde und dessen Insassen auf ihn schossen. Er starb noch am Ort des Attentats. Lotters Tod löste große Bestürzung unter Naturschützern weltweit aus.
Jane Goodall schrieb nach Lotters Tod:

“Wayne was a hero of mine, a hero to many, someone who devoted his life to protecting Africa’s wildlife. … There is no doubt in my mind that Wayne’s anti poaching efforts made a big difference in the fight to save Tanzania’s elephants from the illegal ivory trade.”

„Wayne war ein Held für mich, ein Held für viele, jemand, der sein Leben dem Schutz der afrikanischen Tierwelt gewidmet hat. … Meiner Ansicht nach besteht kein Zweifel daran, dass Waynes Kampf gegen die Wilderei viel bewirkt hat, um Tansanias Elefanten vor illegalem Elfenbeinhandel zu bewahren.“

## Veröffentlichungen
- Wayne Lotter, Krissie Clark: Community involvement and joint operations aid effective anti-poaching in Tanzania. Parks, Vol. 20.1 (2014), S. 19–28, Link zur PDF-Datei.
- L. C. Foxcroft, A. Witt, W. D. Lotter: Icons in peril: Invasive alien plants in African protected areas. In: Plant Invasions in Protected Areas, Springer Netherlands, 2013, S. 117–143.
- W. D. Lotter: The establishment and ecological impact of the leaf-sucking lace bug Gargaphia decoris on Solanum mauritianum in KwaZulu-Natal. Dissertation an der Tshwane University of Technology, Faculty of Agriculture, Horticulture and Nature, Cedara 2004 Link zur PDF-Datei.